# Ornithocephalus biloborostratus
Ornithocephalus biloborostratus là một loài thực vật có hoa trong họ Lan. Loài này được Salazar & R.González mô tả khoa học đầu tiên năm 1990.